# Nibbles
Nibbles é um filme de drama animado em curta-metragem canadense de 2003 dirigido e escrito por Christopher Hinton. Foi indicado ao Oscar de melhor curta-metragem de animação na edição de 2004.

## Elenco
- Paul Hinton
- Max Hinton
- Christopher Hinton